# Relationsdiagram

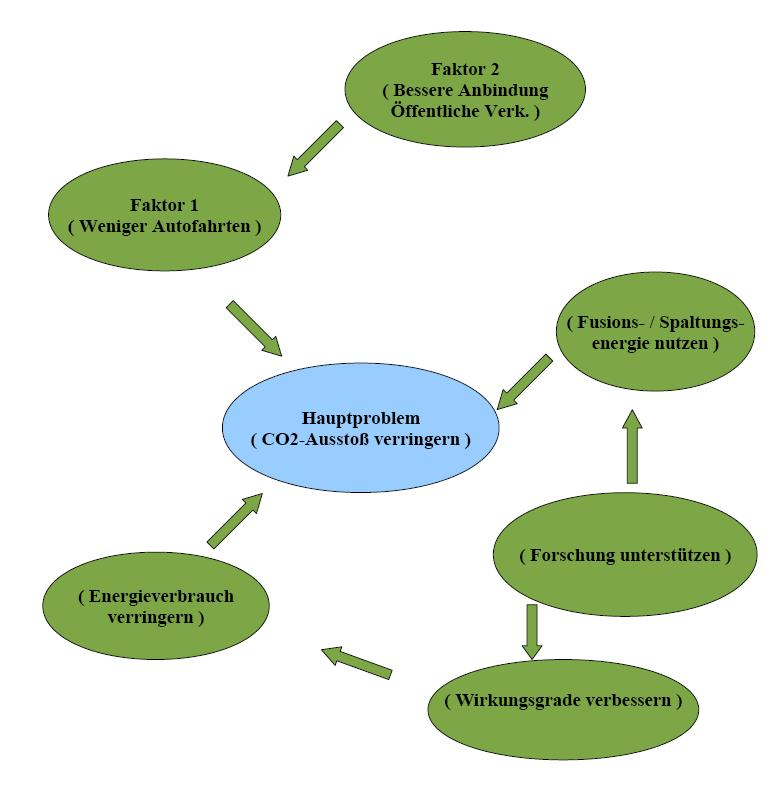

Relationsdiagram är en grafisk beskrivning av ett företags relationer med parter i omgivningen.